# Метрополіс (торговий центр)
«Метрополіс» (рос. Метрополис) — великий торговий центр у Москві. Розташований на Ленінградському шосе поруч зі станцією метро «Войковська». Побудовано в 2009 році. Торговий центр є складовою частиною багатофункціонального комплексу «Метрополіс», до якого входять також три офісні будівлі.

## Характеристика
Загальна площа МФК «Метрополіс» становить 311 000 м². ТРЦ «Метрополіс» займає площу у 209 000 м², з них 82 000 м² - криті площі для роздрібної торгівлі. Є 2820 місць на парковкуваннях.
Площа кожної з трьох офісних веж становить близько 27 000 м². Вони мають висоту від 9 до 11 поверхів. Орендна площа офісних будівель становить 80 000 м². На 2013 рік, основними орендарями офісних будівель були Procter & Gamble, Hewlett-Packard, Schlumberger, Mazda.

## Історія
На місці торгового центру раніше розташовувався Чавуноливарний завод імені П. Л. Войкова, перетворений після перебудови в ЗАТ «Рубікон Норд». Ця територія площею 13 га в 2004 році була придбана казахською компанією Capital Partners. В 2009 році на ній був побудований багатофункціональний комплекс «Метрополіс». Згідно з оцінками, обсяг інвестицій склав близько $ 800 млн. Автори проєкту — архітектурна компанія «ABD architects», архітектори Б. Левянт, Б. Стучебрюков, А. Феоктистова, В. Шорін тощо.
В 2010 році компанія Capital Partners продала одну офісну будівлю фонду Heitman. На початку 2013 року Capital Partners продала ТРЦ «Метрополіс» інвестиційному фонду Morgan Stanley Real Estate Investing за $ 1,2 млрд. Ця угода стала найбільшою для російського ринку комерційної нерухомості. У липні 2013 року американський фонд Hines CalPERS Russia Long Term Hold Fund придбав 50% площ ТРЦ «Метрополіс». Сума цієї угоди оцінювалася в $ 640 млн.